# Enrico XXIV di Reuss-Greiz
Enrico XXIV di Reuss-Greiz (Greiz, 20 marzo 1878 – Greiz, 14 ottobre 1927) fu principe di Reuss-Greiz dal 1902 al 1918.

## Biografia
Enrico XXIV era l'unico figlio maschio del principe Enrico XXII di Reuss-Greiz e di sua moglie, la principessa Ida di Schaumburg-Lippe (1852-1891).
A causa della propria instabilità fisica e psichica, dovuta ad un incidente accadutogli in gioventù, Enrico XXIV ottenne il trono paterno a partire dal 19 aprile 1902, ma mantenne la reggenza sino al 1913 con il principe Enrico XIV di Reuss-Gera (suo parente) e, alla morte di questi, continuò la reggenza con il principe Enrico XXVII di Reuss-Gera sino al 1918.
Dopo il crollo delle monarchie tedesche al seguito della sconfitta nella prima guerra mondiale, Enrico XXIV prese residenza nel castello basso, che gli venne lasciato in proprietà, fino alla sua morte nel 1927.
Con la morte di Enrico XXIV, che non si era mai sposato e non aveva mai avuto figli, si estinse così la linea dei principi di Reuss-Greiz, che confluì quindi in quella dei principi di Reuss-Gera.

## Albero genealogico
|                              |                                       |                                         | Genitori                                       |  |  | Nonni |  |  | Bisnonni                   |  |  | Trisnonni                |  |
|                              |                                       |                                         |                                                |  |  |       |  |  | Enrico XIII di Reuss-Greiz |  |  | Enrico XI di Reuss-Greiz |  |
|                              |                                       |                                         |                                                |  |  |       |  |  | Enrico XIII di Reuss-Greiz |  |  | Enrico XI di Reuss-Greiz |  |
|                              |                                       | Corradina di Reuss-Schleiz              |                                                |  |  |       |  |  | Enrico XIII di Reuss-Greiz |  |  |                          |  |
| Enrico XX di Reuss-Greiz     |                                       |                                         |                                                |  |  |       |  |  | Enrico XIII di Reuss-Greiz |  |  |                          |  |
|                              |                                       | Guglielmina Luisa di Nassau-Weilburg    | Carlo Cristiano di Nassau-Weilburg             |  |  |       |  |  |                            |  |  |                          |  |
|                              |                                       | Guglielmina Luisa di Nassau-Weilburg    | Carlo Cristiano di Nassau-Weilburg             |  |  |       |  |  |                            |  |  |                          |  |
|                              |                                       | Guglielmina Luisa di Nassau-Weilburg    | Carolina d'Orange-Nassau                       |  |  |       |  |  |                            |  |  |                          |  |
| Enrico XXII di Reuss-Greiz   |                                       | Guglielmina Luisa di Nassau-Weilburg    |                                                |  |  |       |  |  |                            |  |  |                          |  |
|                              |                                       | Gustavo d'Assia-Homburg                 | Federico V d'Assia-Homburg                     |  |  |       |  |  |                            |  |  |                          |  |
|                              |                                       | Gustavo d'Assia-Homburg                 | Federico V d'Assia-Homburg                     |  |  |       |  |  |                            |  |  |                          |  |
|                              |                                       | Gustavo d'Assia-Homburg                 | Carolina d'Assia-Darmstadt                     |  |  |       |  |  |                            |  |  |                          |  |
| Carolina d'Assia-Homburg     |                                       | Gustavo d'Assia-Homburg                 |                                                |  |  |       |  |  |                            |  |  |                          |  |
|                              |                                       | Luisa Federica di Anhalt-Dessau         | Federico di Anhalt-Dessau                      |  |  |       |  |  |                            |  |  |                          |  |
|                              |                                       | Luisa Federica di Anhalt-Dessau         | Federico di Anhalt-Dessau                      |  |  |       |  |  |                            |  |  |                          |  |
|                              |                                       | Luisa Federica di Anhalt-Dessau         | Amalia d'Assia-Homburg                         |  |  |       |  |  |                            |  |  |                          |  |
| Enrico XXIV di Reuss-Greiz   |                                       | Luisa Federica di Anhalt-Dessau         |                                                |  |  |       |  |  |                            |  |  |                          |  |
|                              | Giorgio Guglielmo di Schaumburg-Lippe | Filippo II di Schaumburg-Lippe          |                                                |  |  |       |  |  |                            |  |  |                          |  |
|                              | Giorgio Guglielmo di Schaumburg-Lippe | Filippo II di Schaumburg-Lippe          |                                                |  |  |       |  |  |                            |  |  |                          |  |
|                              | Giorgio Guglielmo di Schaumburg-Lippe | Giuliana d'Assia-Philippsthal           |                                                |  |  |       |  |  |                            |  |  |                          |  |
| Adolfo I di Schaumburg-Lippe | Giorgio Guglielmo di Schaumburg-Lippe |                                         |                                                |  |  |       |  |  |                            |  |  |                          |  |
|                              |                                       | Ida di Waldeck e Pyrmont                | Giorgio I di Waldeck e Pyrmont                 |  |  |       |  |  |                            |  |  |                          |  |
|                              |                                       | Ida di Waldeck e Pyrmont                | Giorgio I di Waldeck e Pyrmont                 |  |  |       |  |  |                            |  |  |                          |  |
|                              |                                       | Ida di Waldeck e Pyrmont                | Augusta di Schwarzburg-Sondershausen           |  |  |       |  |  |                            |  |  |                          |  |
| Ida di Schaumburg-Lippe      |                                       | Ida di Waldeck e Pyrmont                |                                                |  |  |       |  |  |                            |  |  |                          |  |
|                              |                                       | Giorgio II di Waldeck e Pyrmont         | Giorgio I di Waldeck e Pyrmont                 |  |  |       |  |  |                            |  |  |                          |  |
|                              |                                       | Giorgio II di Waldeck e Pyrmont         | Giorgio I di Waldeck e Pyrmont                 |  |  |       |  |  |                            |  |  |                          |  |
|                              |                                       | Giorgio II di Waldeck e Pyrmont         | Augusta di Schwarzburg-Sondershausen           |  |  |       |  |  |                            |  |  |                          |  |
| Erminia di Waldeck e Pyrmont |                                       | Giorgio II di Waldeck e Pyrmont         |                                                |  |  |       |  |  |                            |  |  |                          |  |
|                              |                                       | Emma di Anhalt-Bernburg-Schaumburg-Hoym | Vittorio II di Anhalt-Bernburg-Schaumburg-Hoym |  |  |       |  |  |                            |  |  |                          |  |
|                              |                                       | Emma di Anhalt-Bernburg-Schaumburg-Hoym | Vittorio II di Anhalt-Bernburg-Schaumburg-Hoym |  |  |       |  |  |                            |  |  |                          |  |
|                              |                                       | Emma di Anhalt-Bernburg-Schaumburg-Hoym | Amalia di Nassau-Weilburg                      |  |  |       |  |  |                            |  |  |                          |  |
|                              |                                       | Emma di Anhalt-Bernburg-Schaumburg-Hoym |                                                |  |  |       |  |  |                            |  |  |                          |  |

## Fonti
- Friedrich Wilhelm Trebge, Spuren im Land, Hohenleuben, 2005.
- Thomas Gehrlein, Das Haus Reuß - Älterer und Jüngerer Linie, Börde Verlag 2006, ISBN 978-3981031539